# Gobierno Cifuentes
El Gobierno Cifuentes fue el ejecutivo regional de la Comunidad de Madrid, constituido inicialmente tras la investidura en junio de 2015 de Cristina Cifuentes como presidenta de dicha comunidad autónoma española, con sus sucesivas modificaciones, incluida la renuncia de la propia Cifuentes en abril de 2018, que fue sustituida en funciones por Ángel Garrido.

## Historia
Cristina Cifuentes tomó posesión del cargo de presidenta de la Comunidad de Madrid el 25 de junio de 2015. Los miembros que escogió como consejeros de su gobierno tomaron posesión a su vez en la Real Casa de Correos dos días más tarde, el 27 de junio.
En septiembre de 2017 Cifuentes remodeló su ejecutivo en cuatro departamentos. Pedro Rollán Ojeda cambió la consejería de Transportes, Viviendas e Infraestructuras por la de Medio Ambiente, Administración Local y Ordenación del Territorio. Rosalía Gonzalo sustituyó a este, mientras que Enrique Ruiz Escudero sustituyó a Sánchez Martos en Sanidad. Jaime de los Santos fue puesto al frente de la nueva Consejería de Cultura, Turismo y Deporte. Tomaron posesión el 26 de septiembre de 2018.
Tras el anuncio de la renuncia de Cristina Cifuentes al cargo de presidenta de la Comunidad de Madrid el 25 de abril su mano derecha Ángel Garrido se hizo cargo en funciones de la presidencia de la Comunidad de Madrid hasta su propia investidura y subsecuente toma de posesión el 21 de mayo de 2018.
| Nombre                           | Retrato                                                                       | Cargo                                                                         | Inicio                   | Fin                      | Partido | Partido       | Refs.       |
| -------------------------------- | ----------------------------------------------------------------------------- | ----------------------------------------------------------------------------- | ------------------------ | ------------------------ | ------- | ------------- | ----------- |
| María Cristina Cifuentes Cuencas |                                                                               | Presidenta de la Comunidad de Madrid                                          | 25 de junio de 2015      | 28 de abril de 2018      |         | PP            | [ 1 ]       |
| Ángel Garrido García             |                                                                               | Consejero de Presidencia, Justicia y Portavocía del Gobierno                  | 27 de junio de 2015      | 21 de mayo de 2018       |         | PP            | [ 2 ]       |
| Ángel Garrido García             | Presidente en funciones de la Comunidad de Madrid                             | 25 de abril de 2018                                                           | 21 de mayo de 2018       |                          |         | PP            | [ 2 ]       |
| Engracia Hidalgo Tena            |                                                                               | Consejera de Economía, Empleo y Hacienda                                      | 27 de junio de 2015      | 21 de mayo de 2018       |         | PP            | [ 2 ]       |
| Jaime González Taboada           |                                                                               | Consejero de Medio Ambiente, Administración Local y Ordenación del Territorio | 27 de junio de 2015      | 26 de septiembre de 2017 |         | PP            | [ 2 ] [ 3 ] |
| Pedro Rollán Ojeda               |                                                                               | Consejero de Transportes, Vivienda e Infraestructuras                         | 27 de junio de 2015      | 26 de septiembre de 2017 |         | PP            | [ 2 ] [ 3 ] |
| Pedro Rollán Ojeda               | Consejero de Medio Ambiente, Administración Local y Ordenación del Territorio | 26 de septiembre de 2017                                                      | 21 de mayo de 2018       |                          |         | PP            | [ 2 ] [ 3 ] |
| Rosalía Gonzalo López            |                                                                               | Consejera de Transportes, Vivienda e Infraestructuras                         | 26 de septiembre de 2017 | 21 de mayo de 2018       |         | PP            | [ 3 ]       |
| Jesús Sánchez Martos             |                                                                               | Consejero de Sanidad                                                          | 27 de junio de 2015      | 26 de septiembre de 2017 |         | Independiente | [ 2 ] [ 3 ] |
| Enrique Ruiz Escudero            |                                                                               | Consejero de Sanidad                                                          | 26 de septiembre de 2017 | 21 de mayo de 2018       |         | PP            | [ 3 ]       |
| Carlos Izquierdo Torres          |                                                                               | Consejero de Políticas Sociales y Familia                                     | 27 de junio de 2015      | 21 de mayo de 2018       |         | PP            | [ 2 ]       |
| Rafael van Grieken Salvador      |                                                                               | Consejero de Educación, Juventud y Deportes                                   | 27 de junio de 2015      | 26 de septiembre de 2017 |         | Independiente | [ 2 ]       |
| Rafael van Grieken Salvador      | Consejero de Educación e Investigación                                        | 26 de septiembre de 2017                                                      | 21 de mayo de 2018       |                          |         | Independiente | [ 2 ]       |
| Jaime de los Santos González     |                                                                               | Consejero de Cultura, Turismo y Deportes                                      | 26 de septiembre de 2017 | 21 de mayo de 2018       |         | Independiente | [ 3 ]       |